# Mbengwi
Mbengwi ist die Hauptstadt des Départements Momo in der Region Nord-Ouest in Kamerun.

## Geografie
Mbengwi liegt im Nordwesten Kameruns, etwa 80 Kilometer von der nigerianischen Grenze entfernt.

## Verkehr
Mbengwi liegt an der Provenzialstraße P18.